# Cofidis, le Crédit en Ligne/Saison 2012
Dieser Artikel listet Erfolge und Fahrer des Radsportteams Cofidis, le Crédit en Ligne in der Saison 2012 auf.

## Erfolge in der UCI Europe Tour
Bei den Rennen der UCI Europe Tour im Jahr 2012 gelangen dem Team nachstehende Erfolge.
| Datum        | Rennen                                     | Kat. | Sieger              |
| ------------ | ------------------------------------------ | ---- | ------------------- |
| 29. Januar   | Grand Prix Cycliste la Marseillaise        | 1.1  | Samuel Dumoulin     |
| 29. April    | 3. Etappe Vuelta a Asturias                | 2.1  | Rémy Di Gregorio    |
| 16. Juni     | 2. Etappe Boucles de la Mayenne            | 2.2  | Nico Sijmens        |
| 20. Juni     | Estnische Meisterschaft – Einzelzeitfahren | CN   | Rein Taaramäe       |
| 23. Juni     | Lettische Meisterschaft – Straßenrennen    | CN   | Aleksejs Saramotins |
| 1.–2. August | Gesamtwertung Paris–Corrèze                | 2.1  | Egoitz García       |

## Abgänge – Zugänge
| Zugänge          | Team 2011       | Abgänge                    | Team 2012                     |
| ---------------- | --------------- | -------------------------- | ----------------------------- |
| Jan Ghyselinck   | HTC-Highroad    | Jens Keukeleire            | Orica GreenEdge               |
| Rémy Di Gregorio | Pro Team Astana | Tony Gallopin              | RadioShack-Nissan             |
| Egoitz García    | Caja Rural      | Kevyn Ista                 | Accent Jobs-Willems Veranda’s |
| Edwig Cammaerts  | Landbouwkrediet | Rémi Cusin                 | Team Type 1-Sanofi            |
| Rudy Molard      | Neoprofi        | Julien El-Farès            | Team Type 1-Sanofi            |
|                  |                 | Kalle Kriit (bis 31. Juli) | Karriereende                  |

## Mannschaft
| Name                | Geburtstag         | Nationalität |              |
| ------------------- | ------------------ | ------------ | ------------ |
| Yohann Bagot        | 6. September 1987  | Frankreich   |              |
| Florent Barle       | 17. Januar 1986    | Frankreich   |              |
| Mickaël Buffaz      | 21. Mai 1979       | Frankreich   |              |
| Edwig Cammaerts     | 17. Juli 1987      | Belgien      |              |
| Jean-Eudes Demaret  | 25. Juli 1984      | Frankreich   |              |
| Rémy Di Gregorio    | 31. Juli 1985      | Frankreich   |              |
| Samuel Dumoulin     | 20. August 1980    | Frankreich   |              |
| Leonardo Duque      | 10. April 1980     | Kolumbien    |              |
| Nicolas Edet        | 2. Dezember 1987   | Frankreich   |              |
| Julien Fouchard     | 20. August 1986    | Frankreich   |              |
| Egoitz García       | 31. März 1986      | Spanien      |              |
| Jan Ghyselinck      | 24. Februar 1988   | Belgien      |              |
| Arnaud Labbe        | 3. November 1976   | Frankreich   |              |
| Luis Ángel Maté     | 23. März 1984      | Spanien      |              |
| Rudy Molard         | 17. September 1989 | Frankreich   |              |
| David Moncoutié     | 30. April 1975     | Frankreich   |              |
| Damien Monier       | 27. August 1982    | Frankreich   |              |
| Adrien Petit        | 26. September 1990 | Frankreich   |              |
| Aleksejs Saramotins | 8. April 1982      | Lettland     |              |
| Nico Sijmens        | 1. April 1978      | Belgien      |              |
| Rein Taaramäe       | 24. April 1987     | Estland      |              |
| Tristan Valentin    | 23. Februar 1982   | Frankreich   |              |
| Nicolas Vogondy     | 8. August 1977     | Frankreich   |              |
| Romain Zingle       | 29. Januar 1987    | Belgien      |              |
| Stagiaires          | Stagiaires         | Nationalität | Nationalität |
| Jérémy Bescond      | Jérémy Bescond     | Frankreich   |              |
| Erwann Corbel       | Erwann Corbel      | Frankreich   |              |
| Jimmy Turgis        | Jimmy Turgis       | Frankreich   |              |